# Simpsonovi (35. řada)
Třicátá pátá řada amerického animovaného seriálu Simpsonovi je pokračováním třicáté čtvrté řady tohoto seriálu. Dne 26. ledna 2023 bylo oznámeno, že seriál Simpsonovi byl obnoven pro 35. a 36. řadu. Premiérově byla 35. řada vysílána na americké televizní stanici Fox od 1. října 2023 do 19. května 2024. Součástí této řady je pouze 18 dílů, nejméně od 1. řady seriálu, a to kvůli stávkám herců a scenáristů.
V Česku byly díly 35. řady zpřístupňovány nejprve na Disney+ s českými titulky. Díly byly na české Disney+ přidány ve čtyřech vlnách – prvních 5 dílů 13. prosince 2023, následujících 5 dílů 31. ledna 2024. Poté probíhaly premiéry po 4 epizodách, a to ve dnech 15. května 2024 a 26. června 2024.
České znění 35. řady bylo odvysíláno během 28. týdne roku 2024 (středa 10. července – neděle 14. července) na stanici Prima Cool. Stejně jako již v předešlé řadě byly tyto díly vysílány v čase běžně vyhrazeném pro reprízy seriálu.

## Seznam dílů
| Pořadí v seriálu | Pořadí v řadě | Název                               | Český název                                                                    | Režie                 | Scénář                                         | Premiéra v USA     | Premiéra v ČR (Disney+, české titulky) | Premiéra v ČR (Prima Cool, české znění) | Produkční kód | Sledovanost v USA (v mil. diváků) |
| ---------------- | ------------- | ----------------------------------- | ------------------------------------------------------------------------------ | --------------------- | ---------------------------------------------- | ------------------ | -------------------------------------- | --------------------------------------- | ------------- | --------------------------------- |
| 751              | 1             | Homer's Crossing                    | Homerův přechod (Disney+) Homer na křižovatce (Prima Cool)                     | Steven Dean Moore     | Cesar Mazariegos                               | 1. října 2023      | 13. prosince 2023                      | 10. července 2024                       | OABF18        | 3,58                              |
| 752              | 2             | A Mid-Childhood Night's Dream       | Sen noci středního školního věku (Disney+) Sny o věčném mládí (Prima Cool)     | Matthew Faughnan      | Carolyn Omineová                               | 8. října 2023      | 13. prosince 2023                      | 10. července 2024                       | OABF16        | 1,17                              |
| 753              | 3             | McMansion & Wife                    | McMansion & manželka (Disney+) Dům za všechny prachy (Prima Cool)              | Debbie Bruce Mahanová | Dan Vebber                                     | 22. října 2023     | 13. prosince 2023                      | 11. července 2024                       | OABF20        | 1,06                              |
| 754              | 4             | Thirst Trap: A Corporate Love Story | Sexy past: Firemní milostný příběh (Disney+) Kauza Persefona (Prima Cool)      | Timothy Bailey        | Rob LaZebnik                                   | 29. října 2023     | 13. prosince 2023                      | 11. července 2024                       | OABF21        | 1,12                              |
| 755              | 5             | Treehouse of Horror XXXIV           | Speciální čarodějnický díl XXXIV                                               | Rob Oliver            | Jeff Westbrook, Jessica Conradová a Dan Vebber | 5. listopadu 2023  | 13. prosince 2023                      | 11. července 2024                       | OABF17        | 4,38                              |
| 756              | 6             | Iron Marge                          | Železná Marge (Disney+) Jak si to vyžehlit u Marge (Prima Cool)                | Matthew Faughnan      | Mike Scully                                    | 12. listopadu 2023 | 31. ledna 2024                         | 11. července 2024                       | OABF22        | 1,92                              |
| 757              | 7             | It's a Blunderful Life              | Život je zpackaný (Disney+) Bludný život (Prima Cool)                          | Matthew Nastuk        | Elisabeth Kiernanová Avericková                | 19. listopadu 2023 | 31. ledna 2024                         | 12. července 2024                       | OABF19        | 1,11                              |
| 758              | 8             | Ae Bonny Romance                    | Pěkný románek (Disney+) Skotská romance (Prima Cool)                           | Matthew Nastuk        | Michael Price                                  | 3. prosince 2023   | 31. ledna 2024                         | 12. července 2024                       | 35ABF02       | 3,16                              |
| 759              | 9             | Murder, She Boat                    | To je vražda, nalodila (Disney+) Vražda na Springfieldském jezeře (Prima Cool) | Chris Clements        | Broti Guptaová                                 | 17. prosince 2023  | 31. ledna 2024                         | 12. července 2024                       | 35ABF04       | 2,08                              |
| 760              | 10            | Do the Wrong Thing                  | Zachovat se špatně (Disney+) S nepoctivostí nejdál dojdeš (Prima Cool)         | Rob Oliver            | Joel H. Cohen                                  | 24. prosince 2023  | 31. ledna 2024                         | 12. července 2024                       | 35ABF01       | 5,41                              |
| 761              | 11            | Frinkenstein's Monster              | Frinkensteinovo monstrum                                                       | Steven Dean Moore     | Joel H. Cohen                                  | 18. února 2024     | 15. května 2024                        | 13. července 2024                       | 35ABF03       | 0,76                              |
| 762              | 12            | Lisa Gets an F1                     | Líza dostane F1 (Disney+) Rychlá a zběsilá Líza (Prima Cool)                   | Timothy Bailey        | Ryan Koh                                       | 25. února 2024     | 15. května 2024                        | 13. července 2024                       | 35ABF05       | 0,87                              |
| 763              | 13            | Clan of the Cave Mom                | Klan jeskynní mámy (Disney+) Pravěké pudy (Prima Cool)                         | Rob Oliver            | Brian Kelley                                   | 24. března 2024    | 15. května 2024                        | 13. července 2024                       | 35ABF06       | 0,69                              |
| 764              | 14            | Night of the Living Wage            | Noc minimální mzdy (Disney+) Co si kdo navaří, to si i sní (Prima Cool)        | Chris Clements        | Cesar Mazariegos                               | 7. dubna 2024      | 15. května 2024                        | 13. července 2024                       | 35ABF07       | 0,83                              |
| 765              | 15            | Cremains of the Day                 | Rozptýlení popela (Disney+) Kremace bez legrace (Prima Cool)                   | Gabriel DeFrancesco   | John Frink                                     | 21. dubna 2024     | 26. června 2024                        | 14. července 2024                       | 35ABF09       | 0,97                              |
| 766              | 16            | The Tell-Tale Pants                 | Proradné kalhoty (Disney+) Kalhoty za všechny prachy (Prima Cool)              | Steven Dean Moore     | Al Jean                                        | 5. května 2024     | 26. června 2024                        | 14. července 2024                       | 35ABF10       | 0,85                              |
| 767              | 17            | The Tipping Point                   | Bod zlomu (Disney+) Homer haurem (Prima Cool)                                  | Matthew Nastuk        | J. Stewart Burns                               | 12. května 2024    | 26. června 2024                        | 14. července 2024                       | 35ABF11       | 0,72                              |
| 768              | 18            | Bart's Brain                        | Bartův mozek                                                                   | Mike Frank Polcino    | Dan Vebber                                     | 19. května 2024    | 26. června 2024                        | 14. července 2024                       | 35ABF12       | 0,62                              |